# Xylocopa californica
Xylocopa californica är en biart som beskrevs av Cresson 1864. Den ingår i släktet snickarbin och familjen långtungebin.

## Underarter
Arten delas in i följande underarter:
- X. c. californica
- X. c. arizonensis
- X. c. diamesa

## Beskrivning
Xylocopa californica är ett stort bi, nominatunderarten blir mellan 20 och 24 mm lång. Könen är tämligen lika, med metallglänsande, blå eller grön grundfärg och mörka vingar. Arten är i huvudsak naken, men hanen har vit, gul eller orange päls på mellankroppens främre del, och vitaktig päls på första tergiten (det främsta segmentet på bakkroppens ovansida). Vingarna är mörka.
Underarten Xylocopa c. arizonensis är mindre, 15 till 20 mm lång, och med mörkblå grundfärg. Den vita pälsen på tergit 1 hos hanen finns bara på sidorna, och vingarna är svartvioletta.
Underarten Xylocopa c. diamesa påminner om Xylocopa c. arizonensis, men grundfärgen drar åt grönt, och vingarna är ljusare.

## Ekologi
Arten är i hög grad polylektisk, den hämtar pollen och nektar från många olika växtfamiljer, som agaveväxter, oleanderväxter, sparrisväxter, korgblommiga växter, katalpaväxter, korsblommiga växter, vindeväxter, ljungväxter, ärtväxter, strävbladiga växter, malvaväxter, vallmoväxter, videväxter, slideväxter, rosväxter, flenörtsväxter, potatisväxter, tamariskväxter och pockenholtsväxter.
Som alla snickarbin är arten ett solitärt (icke samhällsbildande bi där honan gräver ut larvbon i trävirke i form av långa gångar med larvceller, som fylls med en blandning av pollen och nektar.  Snickarbin är långlivade, de bli upp till 3 år gamla, och bogångarna används därför även för övervintring.
Nominatunderarten, X. c. californica är en bergsart som främst gräver ut sitt larvbo i amerikansk sekvoja och Calocedrus-arter, medan X. c. arizonensis är en ökenart som inrättar sina bon i agave och palmlilje-arter. X. c. diamesa, slutligen, bygger framför allt sina bon i sparrisväxten Hesperoyucca whipplei.

## Utbredning
X. c. californica förekommer i bergskedjorna California Coast Ranges (norra delen) och den kaliforniska delen av Sierra Nevada.
X. c. arizonensis finns i öknarna i Kalifornien, Arizona, Nevada, New Mexico, Utah, Texas, och Mexiko.
X. c. diamesa lever i bergen i södra Kalifornien norrut till Monterey County.